# Николаевка (Волжский район)
Николаевка — село в Волжском районе Самарской области. Относится к  сельскому поселению Черноречье.

## История
Переселенцы из Саратовской губернии на месте будущего села основали хутор и назвали его Осокорники. Название месту дали росшие там вековые осокори. А в 1822 году хутор стали называть Николаевкой, в честь предполагавшегося строиться храма Святому Николаю. 

## Экологические проблемы
В 2005 году на границах села было построено предприятие по переработке свинцовых аккумуляторов. Жители села неоднократно обращались во властные структуры Самарской области с просьбой о прекращении деятельности предприятия, производящего отравляющие выбросы.
В 2015 году рядом с селом начал работать нефтеперерабатывающий завод, принадлежащий группе компаний «ПетРоНефть». 